# Air Gear
Air Gear (яп. エア·ギア Еа Гіа) — японська сьонен манґа, а також зняті по ній аніме та OVA-серіал. Манґа публікувалась в «Weekly Shonen Magazine» видавництвом «Kodansha» з 16 травня 2003 по 28 травня 2012. Автором сюжету та ілюстрацій є Oh! great (справжнє ім'я — Іто Огуре; яп. 大暮 維人). Аніме адаптація створена компанією Toei Animation і показана по TV Tokyo в період з 4 квітня по 27 вересня 2006 року.

## Сюжет
Події розгортаються навколо Мінамі Іккі, тринадцятилітнього школяра, який одного дня дізнається про існування АТ (Air Trek) — роликових ковзанів, що дозволяють завдяки надпотужним мініатюрним двигунам розвивати велику швидкість і навіть літати. Також, згодом виявляється, що його сестри — учасниці легендарної АТ-команди «Sleeping Forest». Розкривши цю таємницю, Іккі починає брати участь у змаганнях з іншими ролерами і в результаті створює свою команду «Коґарасумару».

## Персонажі

### Когарасумару (Kogarasumaru)
- Ітсукі (Іккі) Мінамі(яп. 南 樹)
- Казума Мікура(яп. 美鞍 葛馬)
- Оніґірі (яп. オニギリ)
- Акіто, Агіто, (яп. 鰐島 亜紀人, 鰐島 咢)
- Іса Міхотоке (яп. 御仏 一茶)

### Sleeping Forest
- Мікан Ноямано (яп. 野山野 蜜柑)
- Рінго Ноямано (яп. 野山野 林檎)
- Шіраюме Ноямано (яп. 野山野 白梅)
- Ріка Ноямано (яп. 野山野 梨花)

### Genesis
- Сімка (яп. シムカ)
- Спітфаєр
- Нуе (яп. 鵺)
- Ясуйосі Сано(яп. 左 安良)
- Йосітсуне (яп. ヨシツネ)
- Бенкей (яп. ベンケイ)

### Tool Toul To
- Кукуру Сумераґі (яп. 皇杞 枢)
- Іне Макіґамі (яп. イネ)

## Медіа

### Аніме

#### Список серій
| #    | Назва серії                                                                                   | Режисер                            | Дата виходу |
| ---- | --------------------------------------------------------------------------------------------- | ---------------------------------- | ----------- |
| 1    | Trick:1 "The Invincible Baby Face"                                                            | Камеґакі Хадзіме (яп. 亀垣一)      | 05.04.2006  |
| 2    | Trick:2 "Screams of the Rez-Boa Dogs"                                                         | Косака Харуме (яп. 小坂春女)       | 11.04.2006  |
| 3    | Trick:3 "Enter the Night Kings"                                                               | Сірайсі Мітіта (яп. 白石道太)      | 18.04.2006  |
| 4    | Trick:4 "A Battle for Kazu, Onigiri, and My Pride"                                            | Масакі Сініті (яп. 政木伸一)       | 25.04.2006  |
| 5    | Trick:5 "My Body, My Heart Is Being Set Aflame"                                               | Андо Кен (яп. 安藤健)              | 02.05.2006  |
| 6    | Trick:6 "It's a Rematch! I'll Get My Emblem Back!"                                            | Мацумото Йосіхіса (яп. 松本佳久)   | 09.05.2006  |
| 7    | Trick:7 "What's Wrong with Rejection? Onigiri, We're Comrades!"                               | Судзукі Ітіро (яп. スズキイチロウ) | 16.05.2006  |
| 8    | Trick:8 "Defeat Orihara-sensei's Supplementary Exam: Let's Rediscover Ton-chan-sensei's Past" | Камеґакі Хадзіме (яп. 亀垣一)      | 23.05.2006  |
| 9    | Trick:9 "Clash! Buffalo vs. Great White Shark"                                                | Фусе Ясуюкі (яп. 布施康之)         | 30.05.2006  |
| 10   | Trick:10 "Agito, I'll Drag You Up from the Bottom of the Well"                                | Сірайсі Мітіта (яп. 白石道太)      | 06.06.2006  |
| 11   | Trick:11 "Team Kogarasumaru Take-off"                                                         | Курімото Хіросі (яп. 栗本宏志)     | 20.06.2006  |
| 12   | Trick:12 "She's Finally Here: the Savior Rider"                                               | Масакі Сініті (яп. 政木伸一)       | 27.06.2006  |
| 13   | Trick:13 "What Do You Mean by Icarus' Wings? I'll Show You My Talent, Rika-nee"               | Маруфудзі Хіротака (яп. 丸藤広貴)  | 04.07.2006  |
| 14   | Trick:14 "Collision! The Old & New Sky King's Heir vs. the Old & New Sleeping Forest"         | Ямаґуті Міхіро (яп. 山口美浩)      | 11.07.2006  |
| 15   | Trick:15 "I'll Cut Off the Shackle of Thorns!"                                                | Хамацу Мамору (яп. 浜津守)         | 18.07.2006  |
| 16   | Trick:16 "Let's Go, Kogarasumaru!"                                                            | Уда Коносуке (яп. 宇田鋼之介)      | 25.07.2006  |
| 17   | Trick:17 "The Cube Battle in Hell: Kogarasumaru Evolves"                                      | Андо Кен (яп. 安藤健)              | 01.08.2006  |
| 18   | Trick:18 "Finally a Win."                                                                     | Такахасі Сіґехару (яп. 高橋滋春)   | 08.08.2006  |
| 19   | Trick:19 "The Fang's Regalia of destiny is howling!"                                          | Курімото Хіросі (яп. 栗本宏志)     | 15.08.2006  |
| 20   | Trick:20 "It's finally the end."                                                              | Масакі Сініті (яп. 政木伸一)       | 22.08.2006  |
| 21   | Trick:21 "Genesis strikes"                                                                    | Йокота Кадзуйосі (яп. 横田和善)    | 29.08.2006  |
| 21.5 | Trick:21.5 "Special Trick"                                                                    | Масакі Сініті (яп. 政木伸一)       | 21.03.2007  |
| 22   | Trick:22 "The battle for Agito's documents!"                                                  | Нітта Йосіката (яп. 新田義方)      | 05.09.2006  |
| 23   | Trick:23 "Genesis's Kansai Division Appears"                                                  | Тамаґава Масато (яп. 玉川真人)     | 12.09.2006  |
| 24   | Trick:24 "A true spirit's battle!"                                                            | Маедзіма Кетіті (яп. 前島健一)     | 19.09.2006  |
| 25   | I'm a genius! «おれって天才!» (Orette tensai!)                                                | Камеґакі Хадзіме (яп. 亀垣一)      | 26.09.2006  |

## Критика
Станом на серпень 2020 було продано більше 18 мільйонів копій Air Gear. У 2006 році манґа виграла нагороду Kodansha Manga Award в категорії сьонен.